# Große Rosenblattlaus

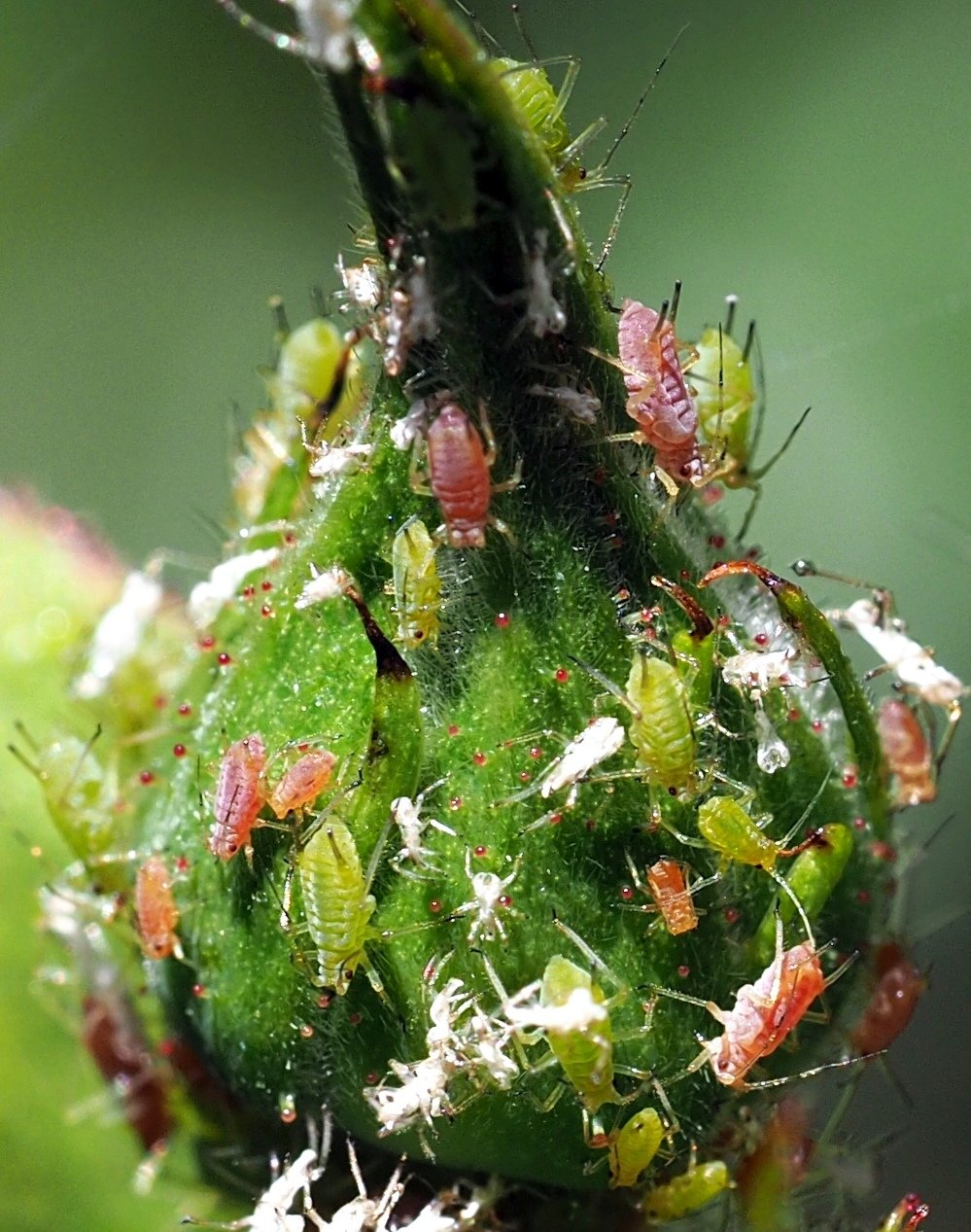
Unterschiedliche Entwicklungsstadien der Großen Rosenblattlaus auf einer Rosenknospe

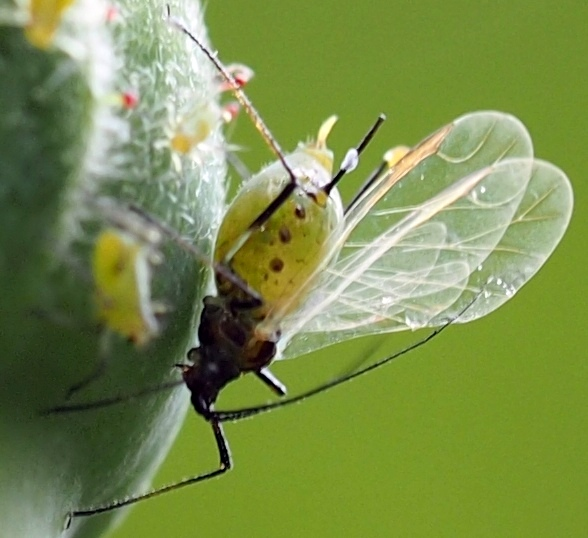
Geflügelte Form

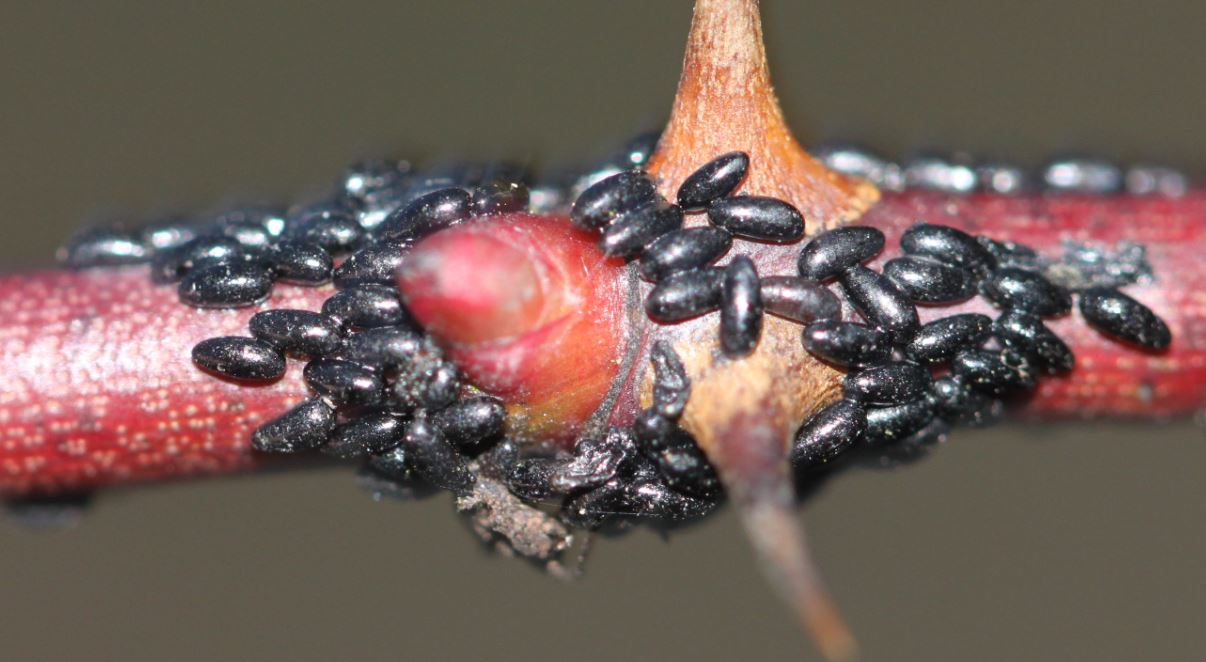
Eier

Die Große Rosenblattlaus (Macrosiphum rosae) ist eine Blattlaus aus der Gattung Macrosiphum der Familie der Röhrenblattläuse (Aphididae). Sie ernährt sich vom Pflanzensaft verschiedener Rosenarten (Rosa spp.), Karden- (Dipsaceae) und Baldriangewächse (Valerianoideae).

## Merkmale
Die Große Rosenblattlaus besitzt einen 3–4 mm langen spindelförmigen Körper mit schwarzem Kopf. Sie kommt in zwei Farbvarianten, grün oder rosa, vor. Die schwarzen Fühler sind meist etwa so lang wie der Körper oder etwas länger. Die beiden etwa 1 mm langen Siphonen (Siphunculi), aus denen in Stresssituationen bzw. bei Bedrohung ein Sekret ausgesondert wird, sind schwarz und etwa doppelt so lang wie das helle Schwänzchen (Cauda) am Hinterleibsende. Die Schenkel (Femora) sind an ihrem körperabgewandten (distalen) Ende mindestens in einem Viertel ihrer Länge dunkelbraun oder schwarz.

## Lebensweise und Verbreitung
Im Herbst findet sich die Große Rosenblattlaus oft in Massen an den Triebspitzen von Rosen. Hier legt sie schwarze Eier (etwa 1,3 mm lang, 0,6 mm dick) ab, aus denen im Frühjahr flügellose weibliche Tiere schlüpfen. In rascher Folge entwickeln sich mehrere Generationen durch Parthenogenese und Lebendgeburten.  Mit dem Auftreten geflügelter Individuen, Männchen und Weibchen, erfolgt in der Regel (jedoch nicht zwingend) ein Wirtswechsel auf Kardengewächse (Witwenblumen u. a.) und Baldriangewächse. Im Spätsommer wandern die Blattläuse zurück auf Rosen.
Die Große Rosenblattlaus ist weltweit verbreitet, außer in Ostasien und Südostasien. In Japan findet sich die ähnliche Art M. mordvilkoi.